# جيل تيخمان
جيل تيخمان هي لاعبة تنس سويسرية ولدت في 15 يوليو 1997.

## روابط خارجية
- جيل تيخمان على موقع رابطة محترفات التنس (الإنجليزية)
- جيل تيخمان على موقع الاتحاد الدولي لكرة المضرب (الإنجليزية)
- جيل تيخمان على موقع كأس بيلي جين كينغ (الإنجليزية)
- جيل تيخمان على موقع بطولة ويمبلدون (الإنجليزية)
- جيل تيخمان على موقع خلاصة التنس.كوم (الإنجليزية)
- جيل تيخمان على موقع إي إس بي إن.كوم (الإنجليزية)
- جيل تيخمان على موقع أوليمبيديا (الإنجليزية)